# Jules Maenen
Jules Maenen, né le 15 janvier 1932 à Valkenswaard (Brabant-Septentrional) et mort le 11 février 2007 dans la même ville, est un coureur cycliste néerlandais. Il est professionnel de 1952 à 1957.

## Palmarès
- 1950
  - 1re étape du Tour de l'Overijssel
  - 2e du Tour de l'Overijssel
- 1951
  - 2e du Circuit de Campine
- 1952
  - 3e du Tour du Limbourg
- 1957
  - 2e du championnat des Pays-Bas sur route

## Résultats sur les grands tours

### Tour de France
1 participation
- 1954 : hors délais (10e étape)

### Tour d'Italie
1 participation
- 1955 : abandon